# Ла-Салл (округ, Техас)
Шаблон:StateAbbr_ 28°20′ пн. ш. 99°06′ зх. д. / 28.34° пн. ш. 99.1° зх. д.
Округ Ла-Салл (англ. La Salle County) — округ (графство) у штаті Техас, США. Ідентифікатор округу 48283.

## Історія
Округ утворений 1858 року.

## Демографія
За даними перепису 2000 року загальне населення округу становило 5866 осіб, зокрема міського населення було 4484, а сільського — 1382. Серед мешканців округу чоловіків було 3118, а жінок — 2748. В окрузі було 1819 домогосподарств, 1352 родин, які мешкали в 2436 будинках. Середній розмір родини становив 3,45.
Віковий розподіл населення поданий у таблиці:
| Стать    | До 15 років | 15-21 | 22-29 | 30-39 | 40-49 | 50-65 | 65-85 | Понад 85 |
| -------- | ----------- | ----- | ----- | ----- | ----- | ----- | ----- | -------- |
| Чоловіки | 697         | 356   | 398   | 502   | 427   | 451   | 266   | 21       |
| Жінки    | 688         | 319   | 230   | 357   | 324   | 435   | 342   | 53       |

## Суміжні округи
- Фріо — північ
- Атаскоса — північний схід
- Макмаллен — схід
- Вебб — південь
- Дімміт — захід
- Завала — північний захід

## Виноски
1. ↑  https://publications.newberry.org/ahcbp/documents/TX_Individual_County_Chronologies.htm
2. ↑  U.S. Decennial Census. United States Census Bureau. Архів оригіналу за 19 липня 2018. Процитовано 3 травня 2015.
3. ↑  Texas Almanac: Population History of Counties from 1850–2010 (PDF). Texas Almanac. Архів оригіналу (PDF) за 26 лютого 2015. Процитовано 3 травня 2015.
4. ↑  State & County QuickFacts. United States Census Bureau. Архів оригіналу за 18 жовтня 2011. Процитовано 19 грудня 2013.(англ.) Наведено за англійською вікіпедією.
5. ↑  American FactFinder. Бюро перепису населення США. Архів оригіналу за 20 березня 2010. Процитовано 31 січня 2008.

| США | Це незавершена стаття з географії США. Ви можете допомогти проєкту, виправивши або дописавши її. |